# Black List
| Оценки критиков                   | Оценки критиков |
| Источник                          | Оценка          |
| --------------------------------- | --------------- |
| AllMusic                          | [ 1 ]           |
| Роберт Кристгау                   | [ 2 ]           |
| The Encyclopedia of Popular Music | [ 3 ]           |
| The New Rolling Stone Album Guide | [ 4 ]           |

Black List — EP поп-рок-музыканта Алекса Чилтона, выпущенный в 1990 году.
Миньон включает в себя три оригинальные (авторские) песни Чилтона и три кавер-версии. Каверами были; песня Ronny & the Daytonas «Little G.T.O.», где Чилтон сыграл на всех инструментах; версия песни Фрэнка Синатры «Nice 'n' Easy» и песня, написанная кантри-блюзовым музыкантом Фарри Льюисом.
В 1994 году Black List был переиздан на компакт-диске-сборнике вместе с альбомом Чилтона High Priest лейблом Razor & Tie Records.

## Список композиций
1. «Little G.T.O.» (Джон Уилкин) — 2:52
2. «Guantanamerika» (Алекс Чилтон) — 3:11
3. «Jailbait» (Чилтон) — 3:31
4. «Baby Baby Baby» (Чилтон) — 4:22
5. «Nice and Easy Does It» (Алан Бергман, Мэрилин Кит, Лью Спенс) — 4:36
6. «I Will Turn Your Money Green[англ.]» (Фарри Льюис[англ.], традиционная) — 2:53

## Участники записи
- Алекс Чилтон — гитара, вокал; бас-гитара, ударные на 1 треке
- Томми Макклюр — бас-гитара
- Дуг Гаррисон — ударные
- Джим Спейк — саксофон
- Джордж Рейнеке — бэк-вокал на 1 треке
- Записано в Ardent Studios[англ.], Мемфис, Теннесси
- Звукорежиссёр Том Лауне
- Коробка для диска от Huart/Cholley
- Фотография Алена Дюплантье